# روبن وايت
روبن وايت (بالإنجليزية: Robin White)‏ هي رسامة ونقاشة نيوزيلندية، ولدت في 1946 في Te Puke ‏ في نيوزيلندا.